# 일본의 캄보디아 점령
일본의 캄보디아 점령(크메르어: ការត្រួតត្រារបស់ជប៉ុននៅកម្ពុជា)은 캄보디아 왕국이 일본에게 점령당했던 제2차 세계대전 시기인 캄보디아 역사 시대이다. 제2차 세계 대전 당시 프랑스령 인도차이나와 캄보디아 보호령을 유지하고 있던 비시 프랑스는 제2차 세계 대전 당시 일본 점령의 대부분을 차지했다. 캄보디아의 영토는 프랑코-타이 전쟁 이후 태국에 대한 양보로 축소되었고, 스퉁트렝주, 바탐방주, 시엠레아프주를 포함하지 않았다.
1944년 늦여름에 파리 해방이 일어났고, 1945년 초 프랑스령 인도차이나에서 일본의 쿠데타로 인해 캄보디아는 공식적으로 새로 해방된 프랑스에서 분리되었다. 캄보디아는 독립 국가를 선언했고 일본군은 남은 전쟁 기간 동안 계속해서 주둔했다.
캄보디아에서의 일본 점령은 1941년부터 1945년까지 지속되었으며, 일반적으로 캄보디아 인구는 동남아시아의 다른 국가에서 일본 점령군에 의해 민간인에게 가해지는 잔혹행위를 피했다. 1945년 프랑스령 인도차이나 식민정부가 전복된 후 캄보디아는 일본이 항복할 때까지 친도쿄의 괴뢰국이 되었다.

## 역사적 배경
1940년 ~ 1941년 프랑스-타이 전쟁으로 프랑스령 인도차이나 식민지 당국은 취약한 위치에 놓이게 되었다. 비시 정부는 일본과 일본군이 프랑스령 인도차이나를 통과하는 것을 허용하고 25,000명까지 북베트남에 병력을 주둔시키는 협정을 체결하였다.
한편, 플랙 피분송크람 원수의 친일 지도력 하에, 그리고 일본과의 우호 조약으로 강화된 태국 정부는 프랑스의 약화된 지위를 이용했고, 역사적인 영유권을 주장했던 캄보디아의 서부 지방들을 침략했다. 이 침략 이후, 도쿄는 1941년 3월 프랑스가 바탐방, 시엠립, 코콩 지방을 포기하도록 공식적으로 강요하는 조약의 서명과 15도선과 스퉁트렝 지방의 당렉 산맥 사이의 좁은 영토 확장을 주최했다.
그 결과 캄보디아는 태국에 50만명의 시민과 이전 지표면 면적의 3분의 1을 잃었다.

## 같이 보기
- 캄보디아 식민지
- 프라타봉주
- 피분송크람주
- 나콘참파사크주
- 캄보디아의 군사사
- 인도차이나 원정군
- 일본의 프랑스령 인도차이나 쿠데타